# ハインリッヒ・ヘルマン
ハインリッヒ・ヘルマン（1821年 - 1889年）は、ドイツの建築家。プロイセン時代のベルリンで、国内の政府建築監督官を歴任した。
ドイツ全土の多くの刑務所や裁判所、官庁建築を監督した。

## 略歴
- 1863年 建築官吏
- 1866年 プロイセン技術建築局局員に任命される
- 1867年 議事堂や銀行建設のためにベルギーとフランスを訪問
- 1872年 枢密上級建築監
- 1880年 プロイセン建築監督官
- 1881年 建設建築アカデミー建築部長就任